# Fudzsivara no Akiszuke
Fudzsivara no Akiszuke (japánul: 藤原顕輔, Hepburn-átírással: Fujiwara no Akisuke) (Kiotó?, 1090 – Kiotó, 1155. június 8.) japán költő.
Fudzsivara no Kijoszuke költő apja. Sikasú („Szóvirágok gyűjteménye”) címmel készített versgyűjteményt 1151 és 1154 között. Lírai alkatát, természetszeretetét jól érzékelteti egyik rövid költeménye, melynek a fordító, Kosztolányi Dezső a Hold címet adta:
Hold, most kibuksz

a felhők torkán.

Aztán söpör

az őszi orkán!
    